# Kościół Matki Bożej Fatimskiej w Tłuszczu
Kościół Matki Bożej Fatimskiej w Tłuszczu – rzymskokatolicki kościół parafialny należący do parafii pod wezwaniem Przemienienia Pańskiego, w dekanacie Tłuszcz diecezji warszawsko-praskiej.
Murowany kościół został wybudowany w latach 1932-1933 na miejscu kaplicy istniejącej od 1930 roku. W 1957 roku rozpoczęła się budowa nowego prezbiterium dzięki staraniom proboszcza księdza Władysława Kwaśniewskiego. Świątynia była stopniowo rozbudowywana, aż uzyskała obecną formę. W dniu 13 maja 2010 roku kościół został konsekrowany przez księdza arcybiskupa Henryka Hosera. We wnętrzu znajdują się witraże projektu Pawła Przyrowskiego. Przedstawiają czterech Ewangelistów.